# Geschlechtszählung
Die Geschlechtszählung ist eine fortlaufende, meist numerische Zählung von Abkömmlingen eines Geschlechts.

## Geschichte
Mit zunehmender Beschäftigung und Verbreitung von Familiengeschichten, Genealogien, Stammbäumen und Stammtafeln zunächst hauptsächlich adeliger Familien seit dem 18. Jahrhundert wurden von den Bearbeitern für zahlreiche Geschlechter Systeme unikater Geschlechtszählungen entwickelt. Dabei erhielt jeder Abkömmling eines Geschlechts eine unikate Nummer, welche die eindeutige Ansprache der betreffenden Person z. B. in Nachkommenlisten ermöglicht. 
Die Vergabe von Geschlechtsnummern erfolgte in der Regel in fortlaufender Zählung völlig unabhängig von der jeweiligen Stellung der Person in der Stammfolge des Geschlechts. Sie folgt mitunter der Behandlung einzelner Personen in den oft mehrbändigen Familiengeschichten, welche seit dem 19. Jahrhundert in steigender Zahl im Druck erschienen sind, und dokumentiert oft den Stand genealogischer Erkenntnis zur Entstehungszeit dieser Werke. In anderen Fällen wurden die Abkömmlinge (Söhne und Töchter) auf Grundlage von Stammbäumen oder Stammtafeln gezählt, wobei die Nummernvergabe oft generationsweise erfolgte.
Viele Familien des (vormals) adeligen Geburtsstandes pflegen ihre Geschlechtszählung bis heute und schreiben sie fort, sobald neue Familienmitglieder geboren werden. Auf diese Weise entstanden für einzelne Geschlechter Systeme von Geschlechtszählungen, die oft mehrere hundert, zuweilen auch weit über 1000 Namensträger verzeichnen. Personen, welche in ein Geschlecht eingeheiratet haben, bleiben dabei meist unberücksichtigt. In Ausnahmefällen wurden auch Töchter eines Geschlechts nicht oder nur dann mitgezählt, wenn sie unverheiratet blieben.
Die Methodik der Geschlechtszählung scheint in Kreisen von Historikern und Genealogen des 19. Jahrhunderts allgemein bekannt gewesen zu sein. Einführungen oder Anleitungen dazu waren (bisher) nicht auszumachen.

## Bedeutung und Grenzen
Unabhängig von jeglichen Details der jeweiligen Stammfolge entstanden so geschlechtsbezogene Systeme unikater Personen-Nummern, welche die zielsichere Ansprache einzelner Familienmitglieder und ihre Behandlung und Auffindung in genealogischen und historischen Darstellungen ungemein erleichtert. Dies ist besonders hilfreich, wenn es in den Adelsgeschlechtern einen traditionellen, immer wieder vergebenen  männlichen Vornamen und daher viele Angehörige gleichen Namens gibt.
An Grenzen stoßen Systeme der Geschlechtszählung mitunter durch neue Erkenntnisse zur Familiengenealogie, durch welche für ältere Zeiten weitere Abkömmlinge zu ergänzen sind. Vereinzelt wurden deshalb bestehende Geschlechtszählungen verworfen und neu entwickelt.

## Familien mit bekannter Geschlechtszählung
- Dewitz (Adelsgeschlecht)
- Flotow (Adelsgeschlecht)
- Hahn (Adelsgeschlecht)
- Karsten (Gelehrtenfamilie), d. h. Nachkommen des Neubrandenburger Apothekers Johann Christopher Karsten (1704–1779)
- Maltza(h)n (Adelsgeschlecht)
- Oertzen (Adelsgeschlecht)
- Stülpnagel (Adelsgeschlecht)
- Wickede (Adelsgeschlecht)